# Ashtone Morgan
Ashtone Morgan (ur. 9 lutego 1991 w Toronto) – piłkarz kanadyjski grający na pozycji lewego obrońcy.

## Kariera klubowa
Swoją karierę piłkarską Morgan rozpoczął w klubie Toronto Lynx, gdzie trenował w juniorach. W latach 2008–2010 był członkiem TFC Academy, czyli akademii piłkarskiej przy klubie Toronto FC. W 2011 roku został zawodnikiem pierwszego zespołu Toronto FC. 26 marca 2011 zadebiutował w Major League Soccer w wygranym 2:0 domowym meczu z Portland Timbers. Wraz z Toronto FC wywalczył dwa mistrzostwa Kanady w latach 2011 i 2012.
| Sezon | Klub       | Kraj              | Rozgrywki | Mecze | Bramki |
| ----- | ---------- | ----------------- | --------- | ----- | ------ |
| 2011  | Toronto FC | Stany Zjednoczone | MLS       | 14    | 0      |
| 2012  | Toronto FC | Stany Zjednoczone | MLS       | 30    | 0      |
| 2013  | Toronto FC | Stany Zjednoczone | MLS       |       |        |

## Kariera reprezentacyjna
Morgan grał w młodzieżowych reprezentacjach Kanady. W dorosłej reprezentacji Kanady zadebiutował 7 października 2011 w wygranym 7:0 meczu eliminacji do MŚ 2014 z Saint Lucia. W 2013 roku został powołany do kadry Kanady na Złoty Puchar CONCACAF 2013.